# Сен-Лоран-де-Нест
Сен-Лора́н-де-Нест (фр. Saint-Laurent-de-Neste, окс. Sent Laurenç) — коммуна во Франции, находится в регионе Юг — Пиренеи. Департамент — Верхние Пиренеи. Административный центр кантона Сен-Лоран-де-Нест. Округ коммуны — Баньер-де-Бигор.
Код INSEE коммуны — 65389.

## География

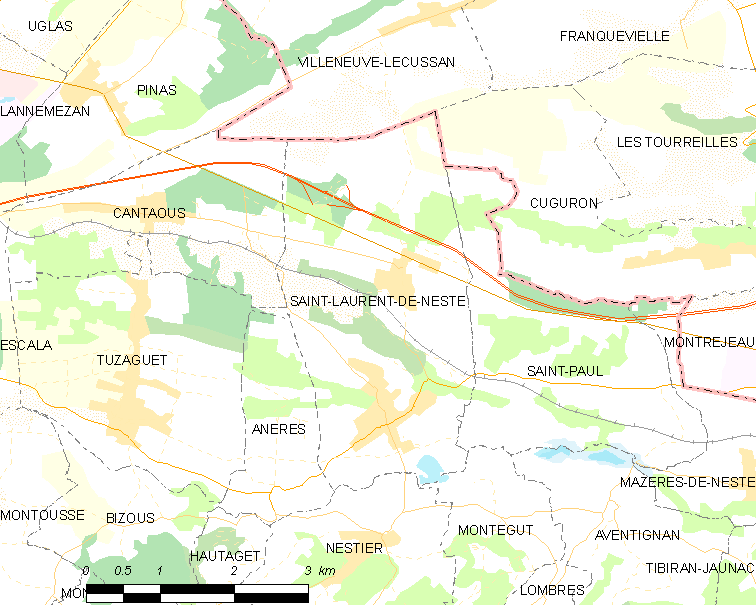
Карта коммуны

Коммуна расположена приблизительно в 660 км к югу от Парижа, в 100 км юго-западнее Тулузы, в 38 км к юго-востоку от Тарба.
Коммуна расположена на местности Бигорр. На юге коммуны протекает река Нест.

## Климат
Климат умеренно-океанический с солнечной тёплой погодой и обильными осадками на протяжении практически всего года.

## Население
Население коммуны на 2010 год составляло 941 человек.
| 1962 | 1968 | 1975 | 1982 | 1990 | 1999 | 2010 |
| ---- | ---- | ---- | ---- | ---- | ---- | ---- |
| 806  | 813  | 930  | 954  | 912  | 837  | 941  |

## Администрация
| Период | Период | Фамилия      | Партия | Примечания |
| ------ | ------ | ------------ | ------ | ---------- |
| 2001   | 2020   | Жан-Люк Рюмо |        |            |

## Экономика
В 2010 году среди 547 человек трудоспособного возраста (15-64 лет) 381 были экономически активными, 166 — неактивными (показатель активности — 69,7 %, в 1999 году было 66,8 %). Из 381 активных жителей работали 353 человека (189 мужчин и 164 женщины), безработных было 28 (15 мужчин и 13 женщин). Среди 166 неактивных 31 человек были учениками или студентами, 87 — пенсионерами, 48 были неактивными по другим причинам.

## Фотогалерея

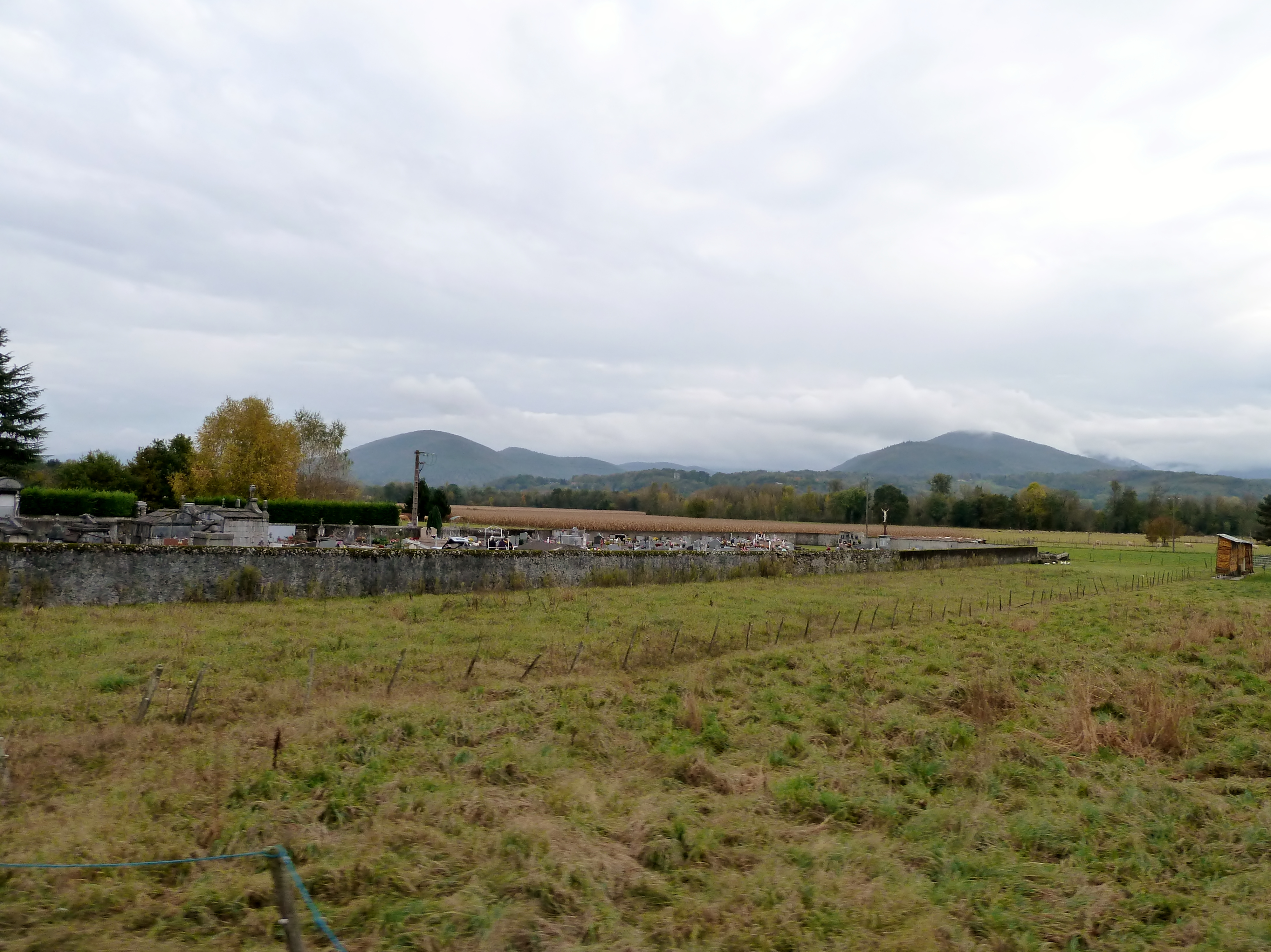
Сен-Лоран-де-Нест
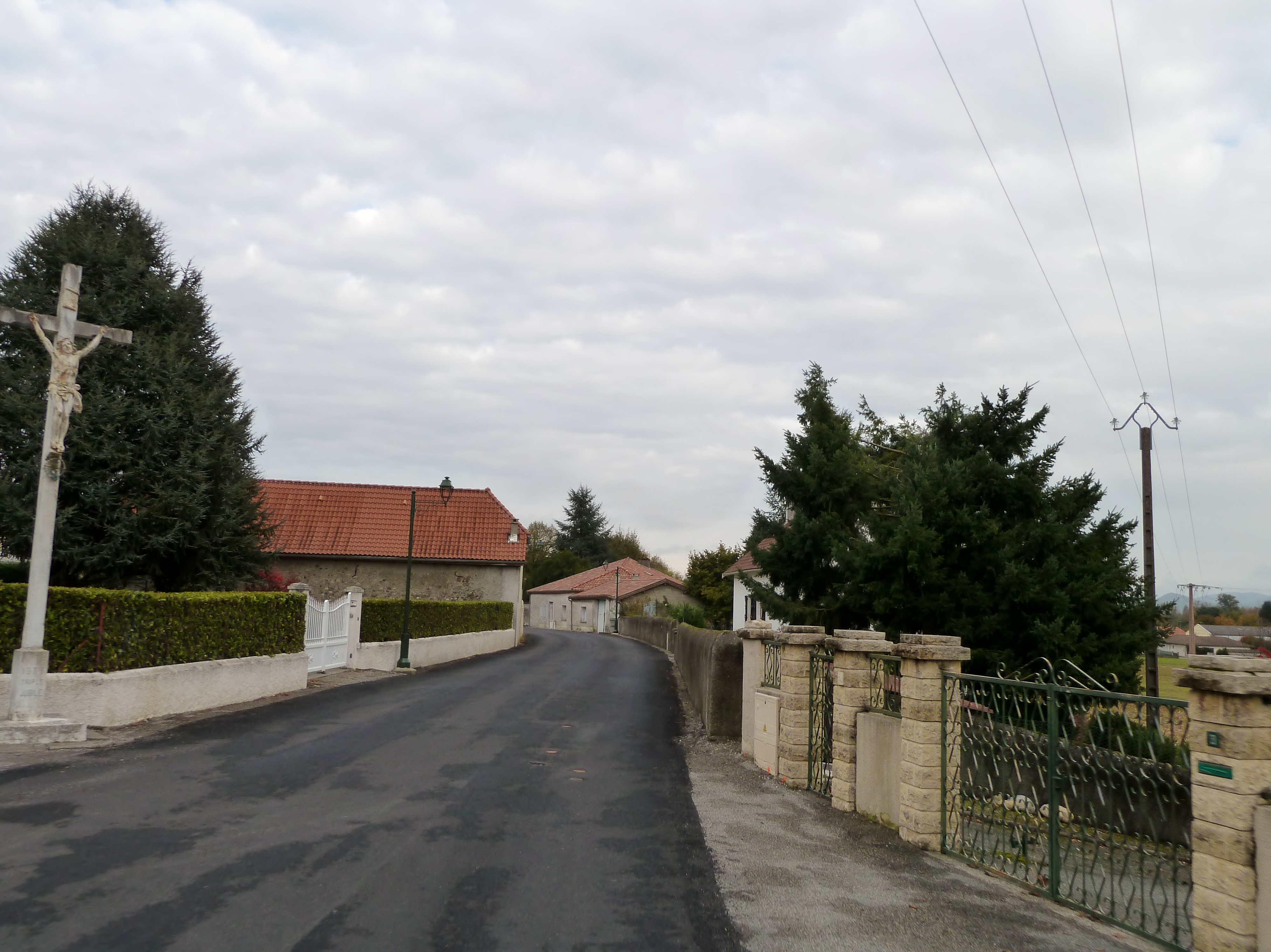
Сен-Лоран-де-Нест
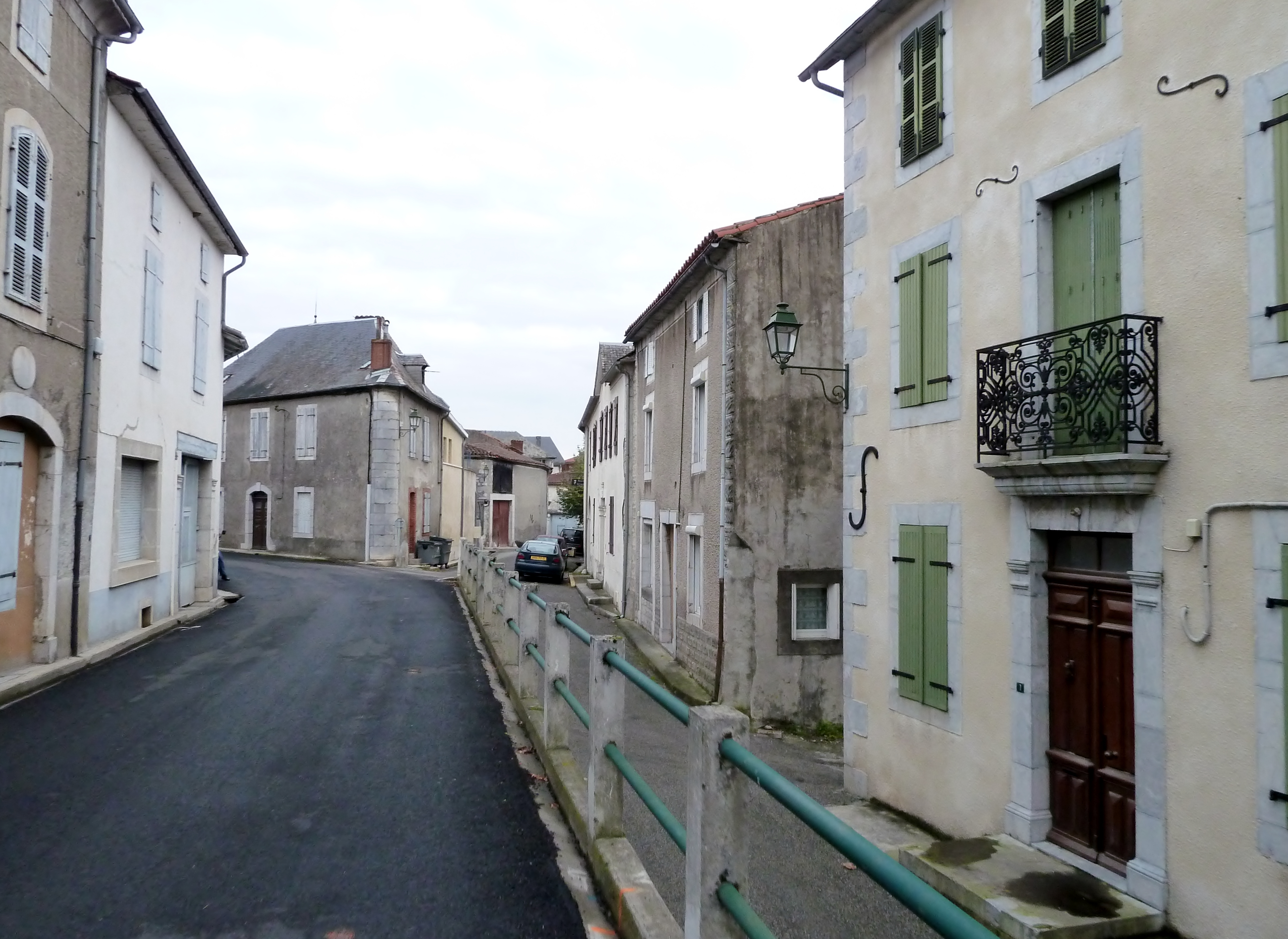
Сен-Лоран-де-Нест
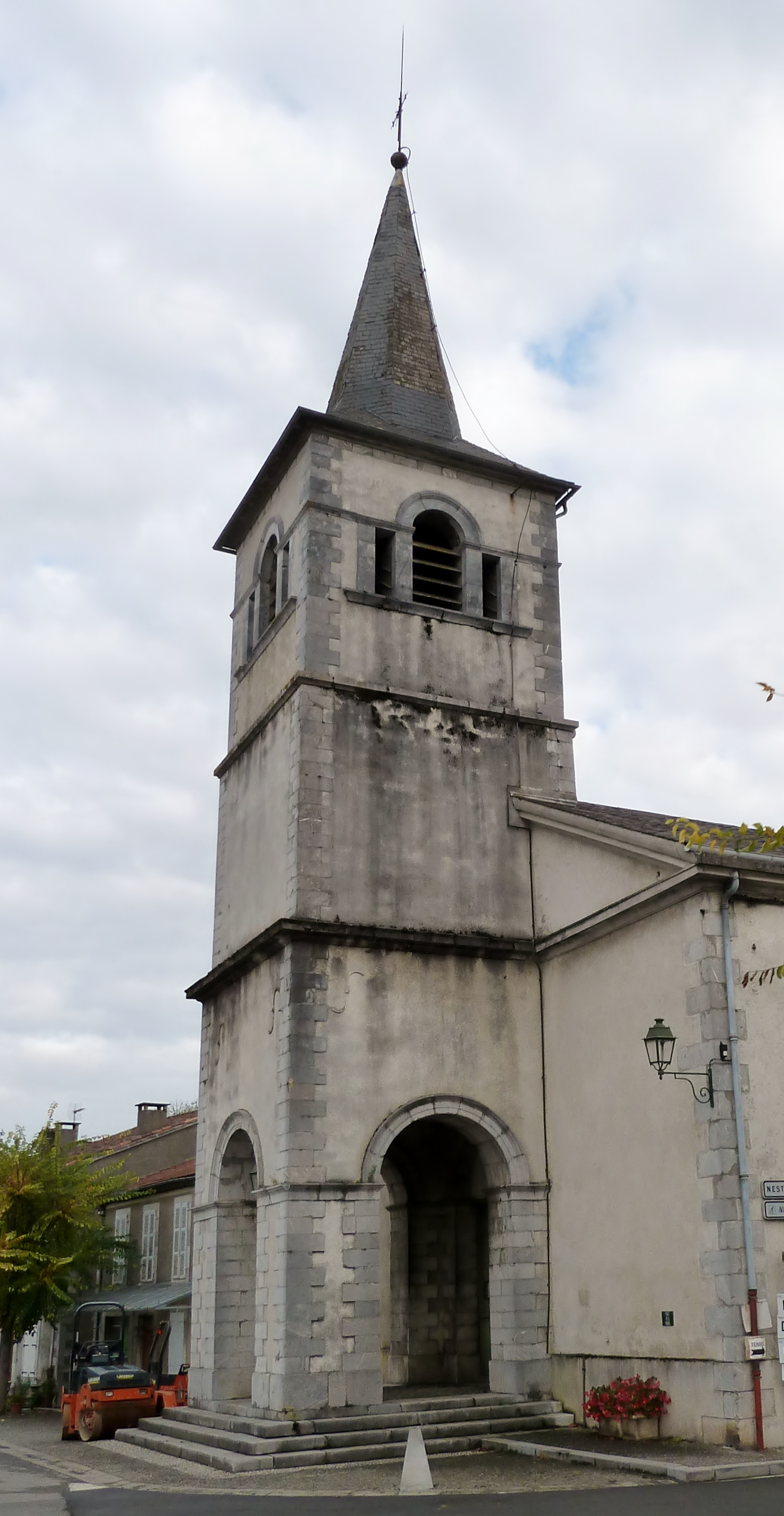
Церковь
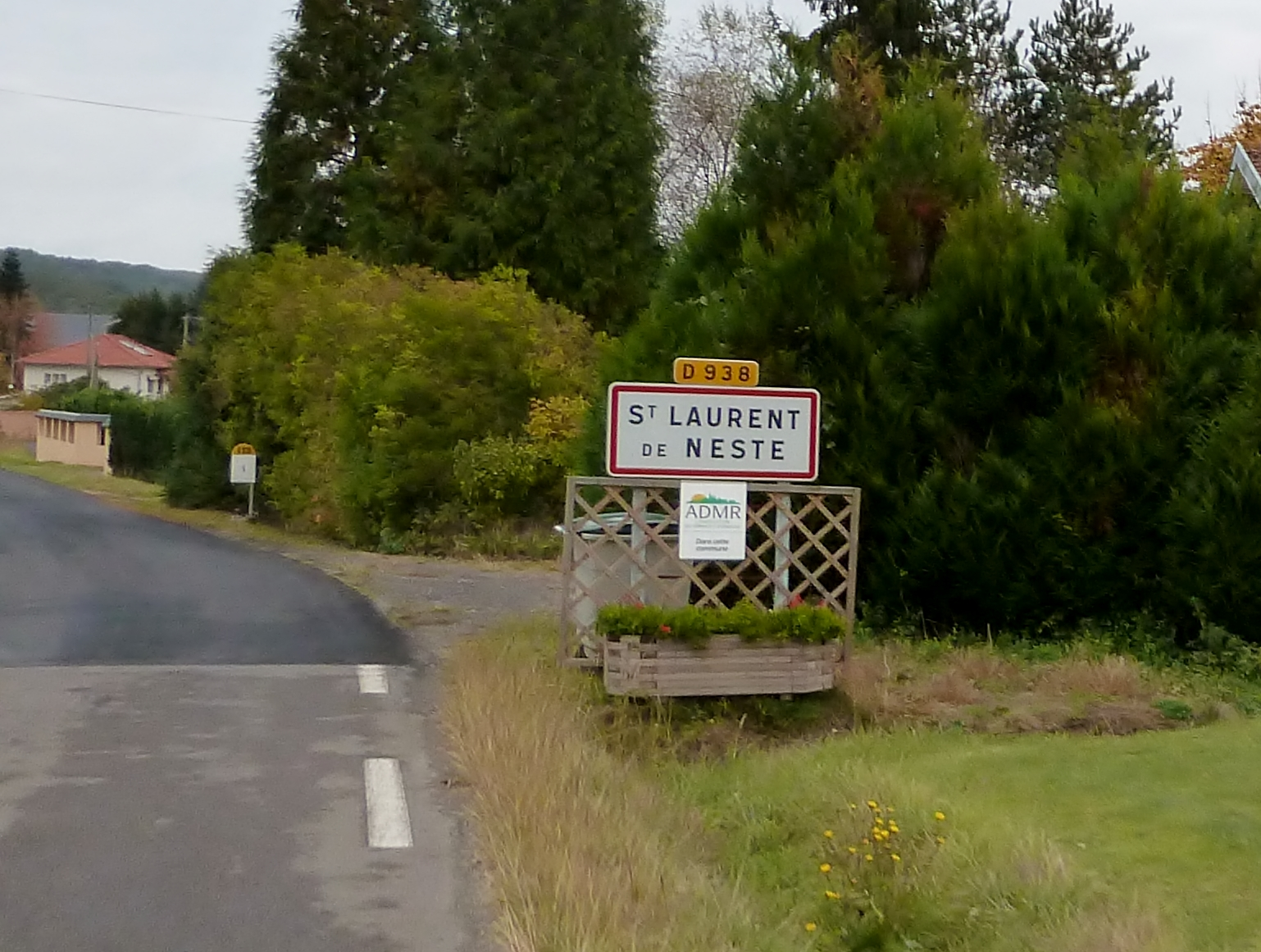
Въезд в Сен-Лоран-де-Нест
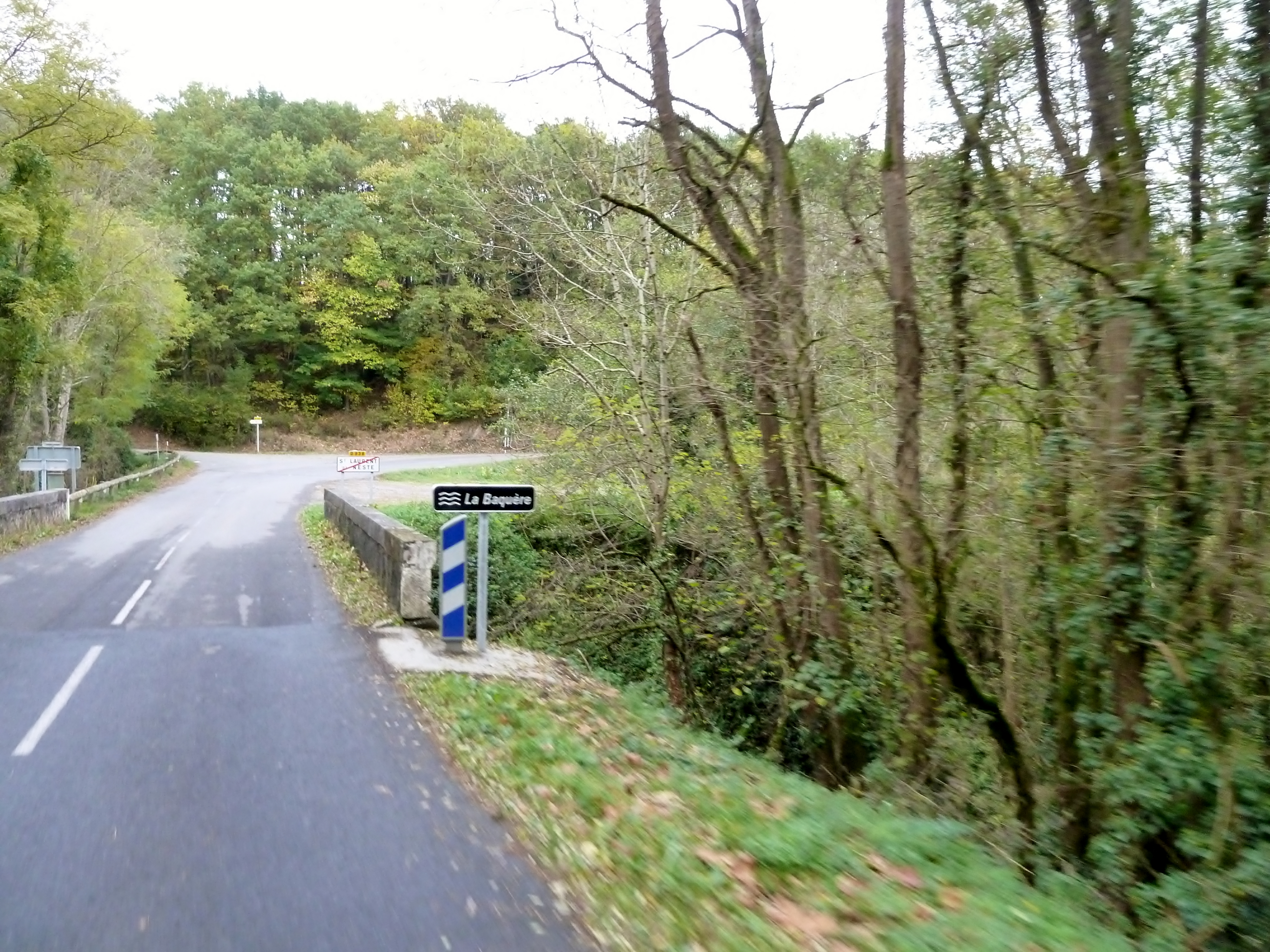
Мост через реку Бакер